# ريتشارد تساندر
ريتشارد تساندر (بالألمانية: Richard Zander)‏ (و. 1964 – م) هو متزلج فني من ألمانيا، ولد في بورتلاند، أوريغون، شارك في ألعاب أولمبية شتوية 1988.

## روابط خارجية
- ريتشارد تساندر على موقع أوليمبيديا (الإنجليزية)